# (200208) 1999 TJ99
(200208) 1999 TJ99 es un asteroide perteneciente al cinturón de asteroides, descubierto el 2 de octubre de 1999 por el equipo del Lincoln Near-Earth Asteroid Research desde el Laboratorio Lincoln, Socorro, Nuevo México.

## Designación y nombre
Designado provisionalmente como 1999 TJ99.

## Características orbitales
1999 TJ99 está situado a una distancia media del Sol de 2,695 ua, pudiendo alejarse hasta 3,418 ua y acercarse hasta 1,971 ua. Su excentricidad es 0,268 y la inclinación orbital 14,54 grados. Emplea 1616,19 días en completar una órbita alrededor del Sol.

## Características físicas
La magnitud absoluta de 1999 TJ99 es 15,7.